# Assia Zouhair
Assia Zouhair (arabisch آسية زهير, DMG Āsiya Zuhair; * 29. April 1991) ist eine marokkanische Fußballtorhüterin.

## Karriere

### Klub
Nachdem sie bei Chabab Atlas Khénifra und Wydad Casablanca aktiv gewesen war, gehörte sie von 2016 bis 2017 Raja Casablanca an. Danach war sie von 2017 bis 2018 bei CM Laayoune. Erstmals im Ausland war sie von 2018 bis 2019 dann kurzzeitig in der Türkei bei Konak Belediyespor aktiv. Danach kehrte sie aber in ihre Heimat zurück und spielte dort nun bis 2021 noch einmal für CA Khénifra. Seitdem steht sie nun für Chabab Mohammédia im Tor.

### Nationalmannschaft
Für die A-Nationalmannschaft von Marokko wurde sie erstmals im Jahr 2016 nominiert. Sie gehörte mit zum Kader beim Afrika-Cup 2022, kam hier aber nicht zum Einsatz. Durch die Platzierung ihrer Mannschaft qualifizierte sich diese für die Weltmeisterschaft 2023. Für diese wurde sie nominiert. Laut FIFA hatte sie zu diesem Zeitpunkt 18 Länderspieleinsätze.